# Herri met de Bles
Herri met de Bles, of Henri Bles in het Frans (Bouvignes-sur-Meuse , 1500/1510 – na 1555?) was een Zuid-Nederlands landschapschilder. Zijn werk vertoont sterke gelijkenissen met het werk van Joachim Patinir en Pieter Breugel de Oude.

## Leven
Over het leven van Herri met de Bles is vrijwel niets bekend. Hij zou zijn noodnaam te danken hebben aan een witte vlek of lok in zijn haar (volgens Karel van Mander). Hij schijnt autodidact te zijn geweest. Hij stamde wellicht uit dezelfde plaats als Joachim Patinir, en hij nam diens schilderijen met landschappen tot voorbeeld.
Herri met de Bles was voornamelijk werkzaam in Antwerpen. Zijn werk was geliefd in Italië en hij kreeg daar de naam Civetta (uil), omdat hij zijn schilderijen soms met een uiltje signeerde. Of hij zelf in Italië is geweest is niet zeker. Volgens één bron zou hij in Ferrara zijn gestorven.

## Werk
Net als Patinir schilderde Herri met de Bles panoramische vergezichten met opvallende rotspartijen. Hij legde het accent echter meer op de voorgrond dan op het vergezicht, en paste warmere kleuren toe. Desalniettemin zijn de figuren in zijn landschappen klein en ondergeschikt aan het grote geheel. Hij herhaalde zich vaak in zijn vele schilderijen. Net als Patinir en veel andere schilders van zijn generatie is Herri met de Bles beïnvloed door de schilder Jheronimus Bosch. Zo is van hem een kopie van het middenpaneel van Bosch’ Antonius-drieluik bekend. Bles voegde regelmatig Boschiaansche motieven toe aan zijn landschappen, maar waar Bosch in zijn landschappen vaak direct herinnert aan de slechtheid van de mens, zijn de landschappen van Bles op het eerste gezicht onschuldig.
De kruisweg is een geliefd onderwerp van Herri met de Bles. Er zijn 18 versies van zijn hand bekend.
Men vermoedt dat het werk van Bles niet minder rijk is aan symboliek, maar dat hij deze beter camoufleerde, net zoals zijn figuren ondergeschikt lijken te zijn aan het landschap waarin ze zich bevinden.

## Lijst van Werken
- Berglandschap met taferelen uit het leven van Johannes de Doper, olieverf op paneel, 75 x 62,5 cm, Musée des Arts anciens du Namurois, Namen
  - Aan de rechterzijde is het schilderij een halve meter ingekort.[6]
- Berglandschap met het verhaal van Lot en zijn dochters en de vernietiging van Sodom en Gomorra, 1630-1660, olieverf op eiken paneel, Musée des Arts anciens du Namurois, Namen (inv. 245a)
- Landschap met de heilige Hiëronymus, oliefverf op eiken paneel, 27,5 x  37 cm.
  - Dit werk werd tentoongesteld in het Musée des Arts Anciens du Namurois, Namen, Autour de Henri Bles, 13 mei - 1 november 2020 (nr. 39).
- De slapende venter, bestolen door apen, c. 1550, olieverf op paneel, 59,5 x 85,5 cm, Staatliche Kunstsammlungen, Dresden.
- Landschap met de bekering van Paulus op de weg naar Damascus, olieverf op paneel, 45,7 x 59,1 cm, Allen Memorial Art Museum, Ohio.
- Landschap met de bekering van Paulus, olieverf op eiken paneel, 111 x 142 cm
- Landschap met de bekering van Petrus, olieverf op paneel, 32 x 50 cm, voorheen Collectie Kisters.
- Kruisweg, olieverf op paneel, 52 x 72 cm, Kunsthistorisches Museum, Wenen.

Details van sommige schilderijen zijn hier beter te zien.

## Trivia
- In Namen is er een straat naar hem genoemd : Rue Henri Blès

## Galerij

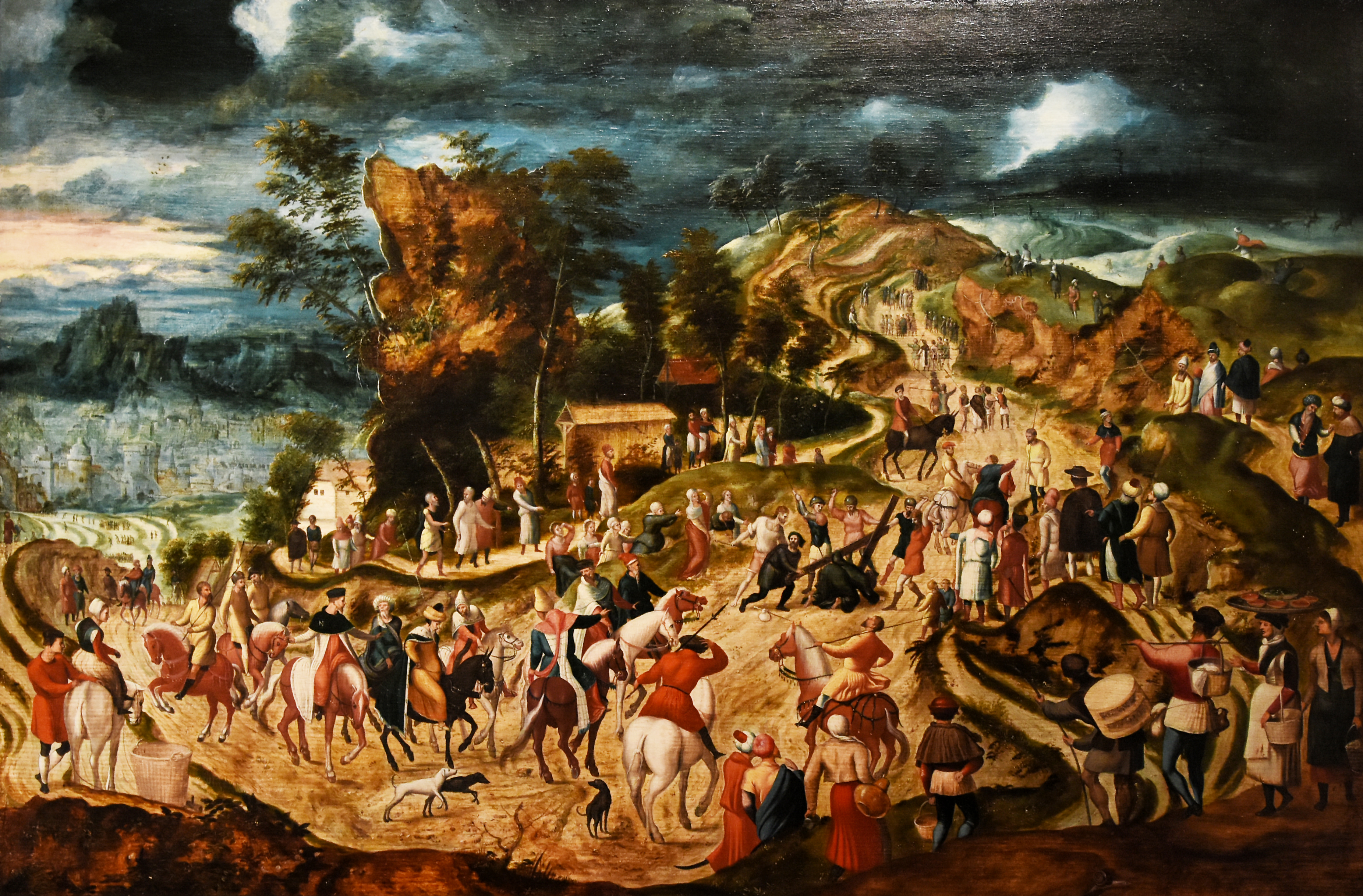
Kruisweg, ca. 1525, Musée provincial des Arts anciens du Namurois, Namen
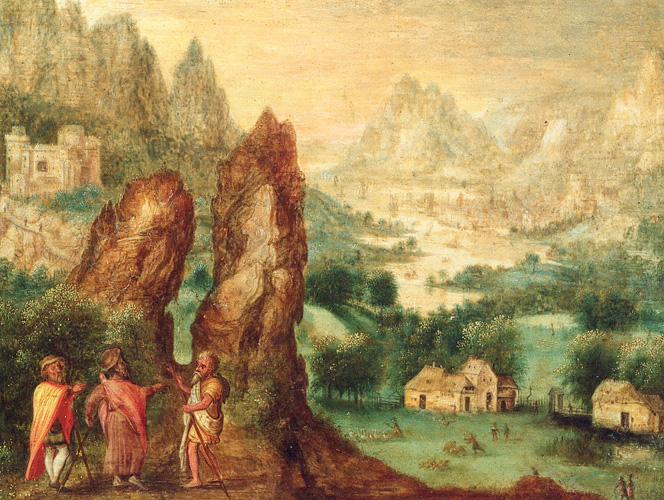
Landschap met Emmaüsgangers, ca. 1533-50, Museum van Schone Kunsten van Luik
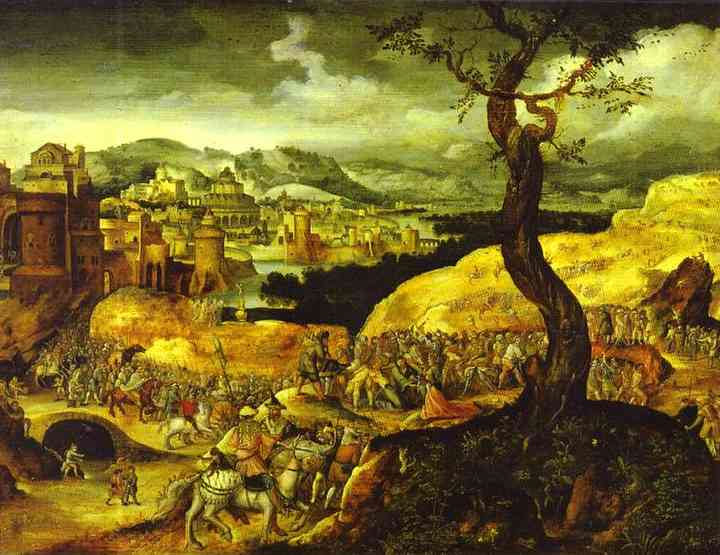
De weg naar Golgotha, ca. 1533-55, Poesjkinmuseum, Moskou
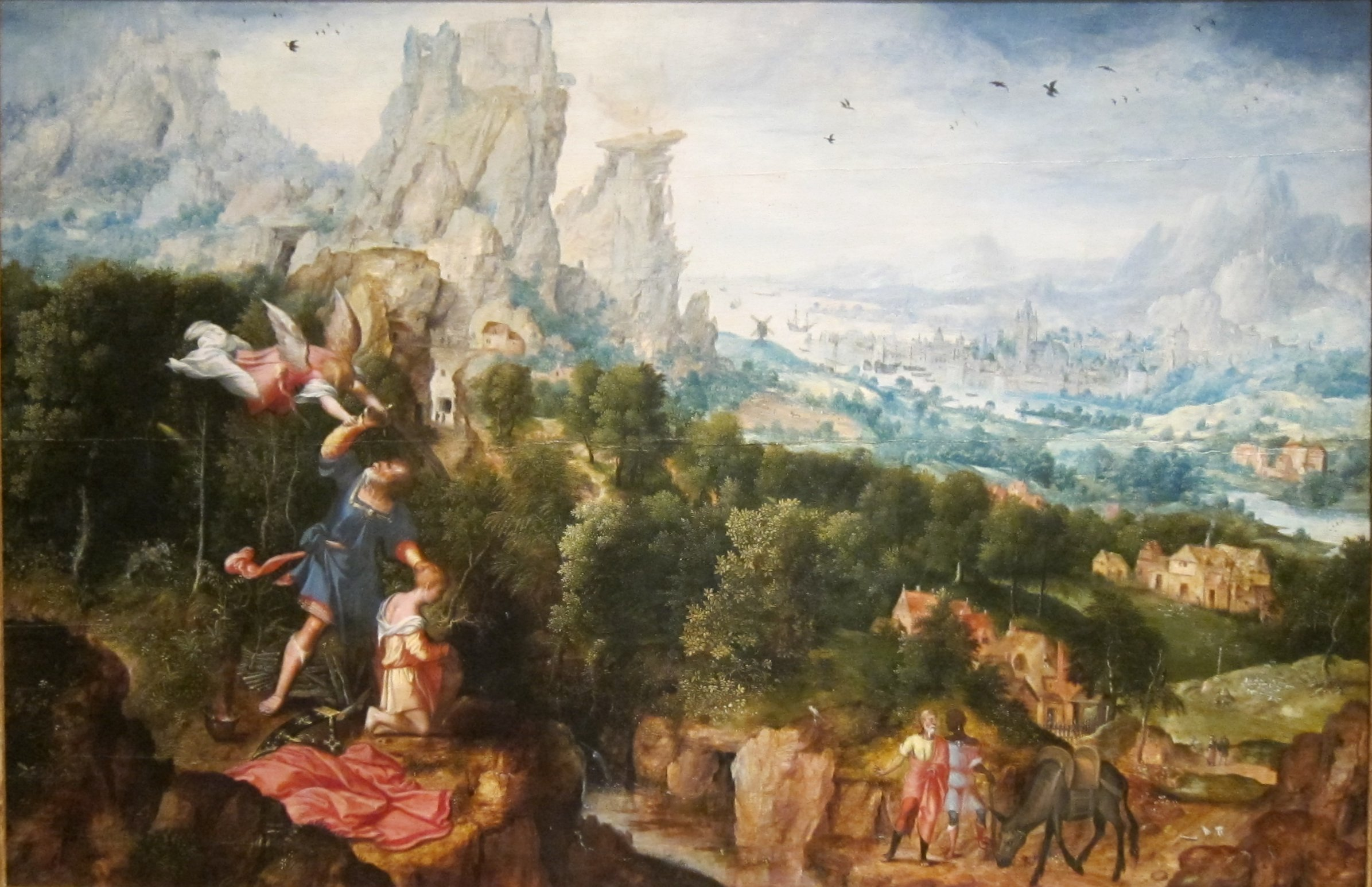
Landschap met het offer van Isaac, ca. 1540, Cincinnati Art Museum
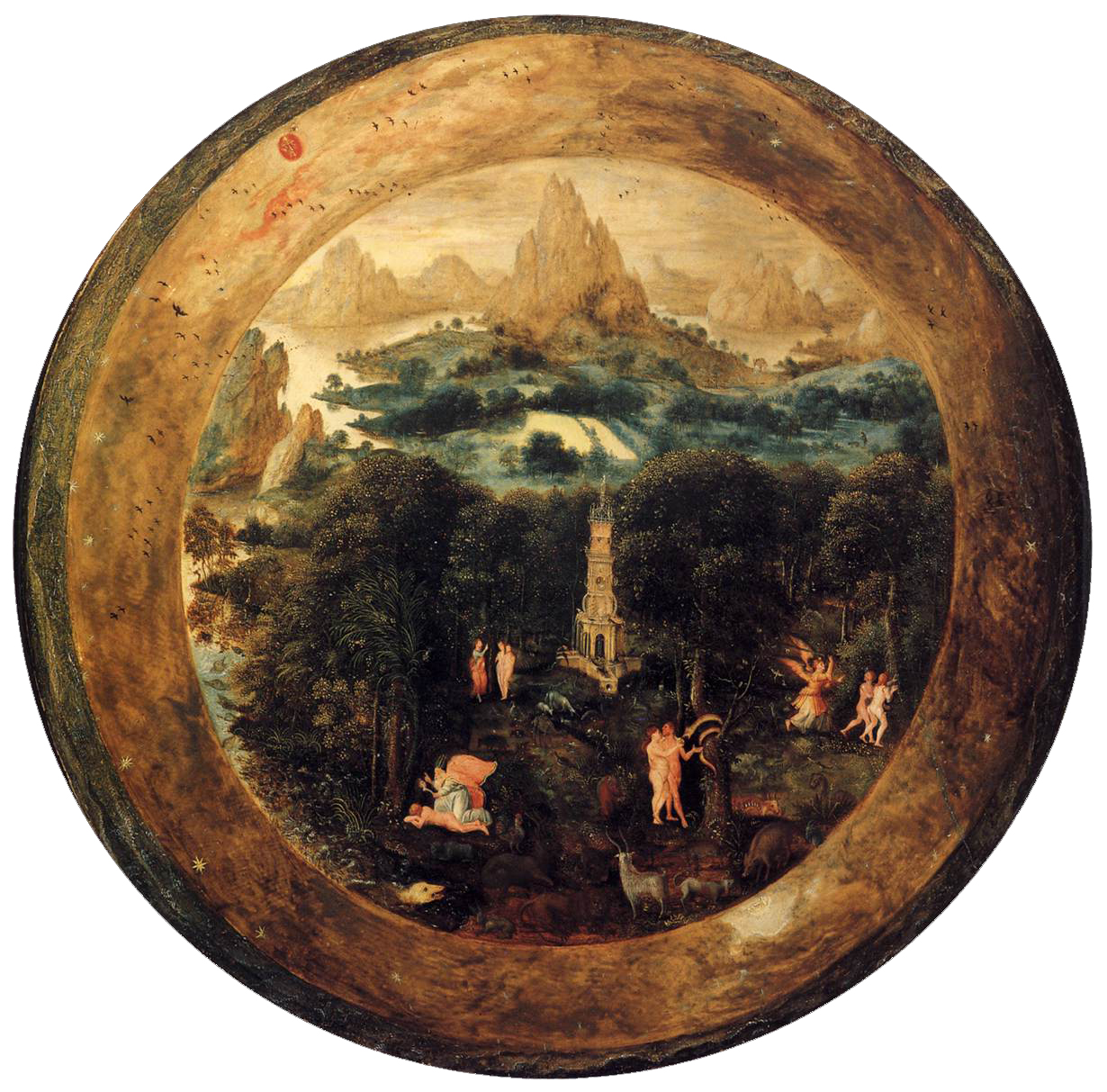
Het Paradijs, ca. 1541-50, Rijksmuseum Amsterdam
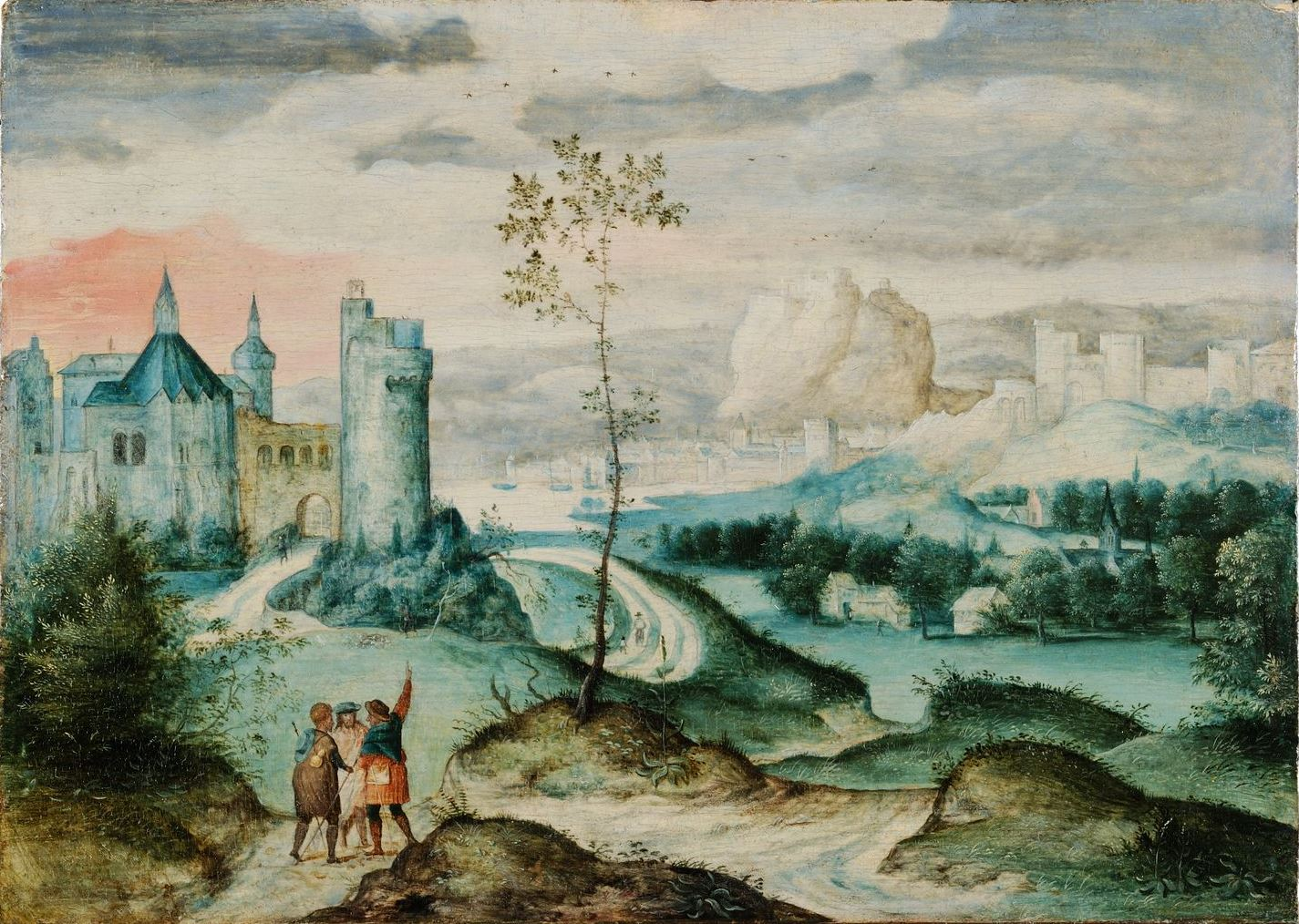
Landschap met ontmoeting op de weg naar Emmaüs, Musée provincial des Arts anciens du Namurois, Namen

- Bibliothèque nationale de France: cb13507356k (data)
- Biografisch Portaal: 43674178
- Catàleg d'autoritats de noms i títols de Catalunya: 981061300722506706
- Gemeinsame Normdatei: 121067483
- International Standard Name Identifier: 0000 0003 6239 7296
- KulturNav: 050294fb-3e06-410d-a76d-05b874eeb84d
- Library of Congress Control Number: nr98026621
- Nationale Bibliotheek van Tsjechië: jo2016900383
- Nederlandse Thesaurus van Auteursnamen: 174359101
- RKD-Nederlands Instituut voor Kunstgeschiedenis: 9011
- Système universitaire de documentation: 078779901
- Union List of Artist Names: 500120673
- Virtual International Authority File: 49142703
- WorldCat: E39PCjwYWJwpMm7C79YmT8VY8y